# Heilige Hiëronymus van Betlehem
Het schilderij van de kerkvader en Heilige Hiëronymus van Bethlehem is een kopie naar een werk van Marinus van Reymerswale (Reimerswaal 1490/1495 - Goes 1546/1567). Het olieverf op paneel meet 78 x 107 cm, dateert uit 1541 en behoort tot de collectie van het Koninklijk Museum voor Schone Kunsten Antwerpen.

## Context
De heilige Hiëronymus van Betlehem werd ca. 340 n.Chr. in Stridon (Balkan) geboren als zoon van toegewijde, welgestelde christenen. Hij studeerde achtereenvolgens in Rome, Trier en Aquileja. Hij leefde een ascetisch leven in de woestijn van Chalkis (Antiochië) tussen 373 en 379 in en poging dichter tot Christus te komen. Hij werd er tevens gewijd tot priester. In 382 nodigde paus Damascus hem uit in Rome om de taak van persoonlijk raadgever en secretaris te vervullen. Vanwege die functies beelden kunstenaars de heilige vaak uit als kardinaal (zoals in dit schilderij), hoewel dat ambt pas enkele eeuwen later ontstond en Hiëronymus dus geen kardinaal geweest kon zijn. Na de dood van Damascus richtte Hiëronymus een kloosterschool op in Betlehem, waar hij zich tot aan zijn dood in 420 n.Chr. toelegde op zijn Bijbelvertaling (Grieks en Hebreeuws naar Latijn). Deze is gekend als de Vulgaat en is de reden van zijn heiligverklaring. Vanwege de legende om zijn persoon, zijn klassiek geschoolde achtergrond en zijn verbintenis met de evangelist Mattheus was Hiëronymus in de zestiende eeuw een gewild onderwerp. Hij stond symbool voor de zelfstandig denkende gelovige.
Marinus schilderde dan ook meerdere varianten van dit thema. Deze vertonen onderling zeer weinig verschil. Hij baseerde zich daarbij waarschijnlijk op Quinten Massijs en Albrecht Dürer, die het onderwerp ook meermaals weergaven. Diverse replieken van Heilige Hiëronymus van Bethlehem worden bewaard in Douai (Musée de la Chartreuse, nr. 234), Berlijn (Bode-Museum), Londen (veiling Pallavicini 1927), Brussel (veiling Galerie Giroux 1930), Madrid (Academie), Brugge (klooster der Zwartzusters), Barnberg (Museum) en Amsterdam (Rijksmuseum). De stukken uit Douai en Berlijn zijn wellicht van na 1541. Voor deze werken gebruikte Marinus namelijk de nat-in-nat techniek die niet voorkomt in de werken van voor 1541. Vermoedelijk moest Marinus een snellere techniek gebruiken omdat de compositie zo gewild was.
In 2015 besliste de Vlaamse Topstukkenraad dat het werk een grote schakelfunctie heeft. Zelf is het een repliek met enkele wijzigen van het originele stuk in het Museo del Prado (Madrid, inv. nr. P2100, inv. 21 B). De Prado-Hiëronymus bevat een opschrift met ‘1521’, deze datering laat uitschijnen dat het werk dus twintig jaar voor het werk uit het KMSKA vervaardigd werd. Waarschijnlijk is dat een misverstand en werd de 4 tijdens een restauratie per ongeluk in een 2 veranderd.

## Beschrijving
De kunstenaar schilderde een oude man in zijn studeerkamer. Hij is in het rood gekleed, heeft een kaal hoofd en een lange grijze baard. Zijn rode hoed hangt in de hoek achter hem. Hij zit aan een groene bureau. Hij houdt zijn handen gekruist en wijst met zijn linkerhand naar de schedel die voor hem op tafel ligt. Op die tafel staat een lessenaar met een geopende Bijbel. De opengeslagen pagina toont een miniatuur. Voor hem op de tafel staan een kruisbeeld, allerlei documenten en schrijfgerei. Op de planken achter hem liggen boeken en staat een gedoofde kaarsstomp.

### Symboliek
Het werk is zeer symbolisch. Zo toont het een gedoofde kaars. Ze is bijna volledig gesmolten en refereert aan het leven dat op een zekere dag eindigt. De mans kan zich best niet druk maken om zijn aardse rijkdommen en verworvenheden. Beter dan dat bereidt hij zich voor op het leven na de dood en maakt hij zich zorgen over de vraag of hij bij het Laatste Oordeel opgenomen zal worden in de hemel dan wel in de hel. De schedel op de tafel handelt over dezelfde vraag. Omdat Hiëronymus hier nadrukkelijk naar wijst, wordt deze boodschap extra in de verf gezet. Samen met het kruisbeeld verwijst de schedel ook naar de tijd die de kerkvader in de woestijn doorbracht. Hij deed er aan boetedoening door onder meer met een steen onder het kruisbeeld van Christus zichzelf op de borst te slaan en onder het kruisbeeld te mediteren, soms met behulp van een schedel.
De openliggende bijbel is geschreven in het Latijn en verwijst dus naar de Vulgaat die de afgebeelde heilige zelf schreef. De bijbel toont een miniatuur die duidelijk verwant is aan Dürers houtsnede van het Laatste Oordeel (Kleine Passie, 1511). Het vertoont tevens grote overeenkomsten met elementen uit diverse Bijbelteksten, onder andere die daarnaast te zien is. Dat is een pagina uit hoofdstuk XXV van het evangelie van Matteüs. Het vertelt over het Laatste Oordeel, meer specifiek de episode waarin Christus na zijn dood neerdaalt op aarde en de mensen verdeelt in groepen. De groep rechts van hem (goede kant) steunde hem tijdens zijn tijd op aarde en mag als dank daarvoor naar het hemelse koninkrijk. De groep links van hem (slechte kant) was hem afgevallen en staat daarom een eeuwige straf in de hel te wachten. Deze wordt voorgesteld als het enorme monster Leviathan met gesperde bek. Dat was een gebruikelijke afbeeldingswijze, sinds het jaar 1000. De Heer zelf is in de wolken, getroond in de hemel afgebeeld. Om hem is een lichtkrans te zien, die verwijst naar zijn goddelijke status. De aarde gebruikt hij als zijn voetenbank. Boven zijn hoofd beeldde de kunstenaar een zwaard en lelietak af. Deze symboliseren respectievelijk zijn rechtvaardigheid en barmhartigheid. De hem omringende engelen zijn geïnspireerd op de engelen uit de Openbaring van Johannes, dat het Laatste Oordeel uitvoerig beschrijft. Zij kondigen het Laatste Oordeel aan, wanneer zij verdeeld over verschillende plagen zichzelf met zeven bazuinen over de aarde uitstorten. De blauwe kledij maakt duidelijk dat het gaat over cherubijnen, symbool voor de goddelijke wijsheid. Christus wordt vergezeld door Maria en Johannes de Doper, een Byzantijnse iconografische traditie. Dat is gebruikelijk bij voorstellingen van Christus Pantokrater; zij vervullen er de rol van bemiddelaar tussen de mensen en God (deësis, smeekbede).
De kleur van hun kleding heeft uiteraard betekenis. Het rode gewaad van de Heer duidt op zijn bloedige offer voor de mensheid. Het blauwe gewaad van Maria duidt op haar kuisheid en onschuld. Haar witte kapje toont haar maagdelijkheid. De kameelharen mantel van Johannes de Doper refereert dan weer aan zijn tijd als boeteprediker en asceet in de woestijn. Ook de kleuren in de rest van het werk hebben betekenis. Zo zijn de kardinaalsmantel en -hoed van Hiëronymus vuurrood. Dat is de kleur die kardinalen dragen en die symbool staat voor hun bereidheid om zelfs met gevaar voor eigen leven de Kerk te verdedigen. De tafel waar de heilige aan zit is groen. Deze kleur slaat op de veranderlijkheid van het leven en sluit aan bij de vergankelijkheidsgedachte die gestalte krijgt door middel van de kaars en schedel. De gekruiste polsen en het wijzen naar de schedel op tafel duiden echter aan dat Hiëronymus berust in zijn eigen vergankelijkheid en zich neerlegt bij zijn aanstaande oordeel.
Het geheel wil zeggen dat God genade zal schenken indien de toeschouwer aardse zaken afwijst en een deugdzaam leven leidt. Op die manier kan hij met een gerust hart het Laatste Oordeel tegemoet treden.

## Materiële aspecten

### Afmetingen
- 78 × 107 cm (dagmaat)
- 99,7 × 128,5 × 8,5 cm (inclusief lijst)

### Signaturen
- Marinus me fecit. 1541
  - Vertaling: Marinus maakte me 1541
  - Plaats: recto, links midden (lezenaar)
  - Type: handschrift
  - Lettertype: onderkast met kapitaal
  - Auteur: Marinus van Reymerswale
  - Datum: 1541
- ANOTAHM ?
  - Plaats: recto, midden boven (boek)
  - Type: handschrift
  - Lettertype: Grieks, omgekeerd

## Provenance
Het werk behoorde oorspronkelijk tot de Leuvense verzameling de Becker. Artibus Patriae kon het werk verwerven en schonk het in 1935 aan het KMSKA.

## Referentielijst
- A. de Vries, Ingelijst werk: de verbeelding van arbeid en beroep in de vroegmoderne Nederlanden, Zwolle, 2004.
- A. Kint, ‘The ideology of commerce: Antwerp in the sixteenth century’, in: P. Stabel, ed., International trade in the low countries, Leuven, 2000.
- A. Mackor, 'Are Marinus' taxcollectors collecting taxes?', Bulletin du Musée National de Varsovie, vol. 3-4, 1995, p. 3-13.
- A. Mackor, 'De schilder Marinus belicht stadgenoot Cornelis van der Mare: Reymerswale, Zuid-Beveland en de vloed van 1530', Historisch Jaarboek voor Zuid- en Noord-Beveland, vol. 24, 1998, p. 77-93.
- A. Mackor, 'Marinus van Reymerwale: painter, lawyer and iconoclast?', Oud Holland, vol.4, 1995, p. 191-200.
- A. Milkers, Omtrent Marinus van Reymerswaele, Gent, 1985.
- A. Monbailleu, 'Een advocatenkabinet (1545) van Marinus van Reymerswael en een proces voor de Grote Raad van Mechelen', Hand. Kon. Kring Oudheidkunde, Letteren en & Kunst Mechelen, 1977, p. 69-112.
- A. Monbaillieu, 'The lawyers office by Marinus van Reymerswael in the New-Orleans Museum of Art' , Jaarboek Koninklijk Museum voor Schone Kunsten, Antwerpen, 1972, p. 101-144.
- A. 's Gravezande, Tweede eeuw-nagedachtenis der Middelburgsche vrijheid, Middelburg, 1774, p. 98.
- Arte en el dinero, Exposicion conmemorativa del 125 aniversario de Caja Duero, Salamanca, 2006, p. 238-239.
- B. Aikema, De heilige Hieronymus in het studeervertrek, Nijmegen, 2000.
- B. Yamey, Art and accounting, New Haven, 1989.
- C. Dekker, Een schamele landstede: geschiedenis van Goes tot aan de satisfactie in 1577, Goes, 2002.
- C. Fock, 'Werkelijkheid of schijn, het beeld van het Hollandse interieur in de zeventiende-eeuwse genreschilderkunst', Oud Holland, vol. 4, 1998, p. 187-246.
- C. Harbison, Last judgement in sixteenthcentury Northern Europe: study of the relation between art and reformation, New York, 1976.
- C. Harbison, The mirror of the artist: Northern Renaissance art in it's historical context, New York, 1995.
- C. Lewis, The discarded image, an introduction to medieval and renaissance literature, Cambridge, 1964.
- Catalogus schilderkunst oude meesters, Antwerpen, 1988, p. 307-309.
- E. Bénézit, 'Marinus van Roejmerswaelen', Dectionaire critique et documentaire des peintres, sculpteurs, dessinateurs et graveurs, Libraire Grund. vol. 7, 1976.
- E. Honig, Painting and the market in early modern Antwerp, New Haven, 1998.
- E. Kirschbaum, Lexikon der Christlichen Ikonographie, 1968-1976.
- F. de Mély, 'Les primitifs et leurs signatures. Quinten Matsys et Marinus', Gazette des beaux-arts, jrg. 50, vol. 2, 1908, p. 214-227.
- F. van den Branden, Geschiedenis der Antwerpse schildersschool, Antwerpen, 1883, p. 333.
- G. Ferguson, Signs and symbols in christian art, New York, 1954.
- G. Hoogewerff, De Noord-Nederlandse schilderkunst, dl. 4, Den Haag, 1936-1947, p. 454-472.
- (C. de Graaf &) M. Huiskamp, Gewogen of bedrogen, het wegen van geld in de Nederlanden, Leiden, 1994, p. 15-21.
- G. Luijten, ed., Dawn of the golden age, northern Netherlandish art, 1580-1620, Zwolle, 1993.
- G. Marlier, Erasme et la peinture flamande de son temps, Damme, 1954.
- G. Marnef, Antwerpen in de tijd van de reformatie; ondergronds protestantisme in een handelsmetropool, 1550-1577, Baltimore, 1996.
- G. Vlam, 'The calling of Matthew in the sixteenth-century Flemish painting', Art Bulletin, vol. 59, 1977, p. 561-570.
- H. Hymans, 'Marin le Zélandais', Bulletins de l'academie Royale...de Belgique, vol. 7, 1884, p. 211-220.
- H. van Gelder, 'De grote en kleine reformatie der zestiende eeuw', Mededelingen der koninklijke Nederlandsche Akademie van wetenschap, afdeling letterkunde, vol. 18, 1955, p. 219-234.
- H. van Gelder, Erasmus schilders en rederijkers, Groningen, 1959, p. 43-48.
- H. van Werveke, 'Aantekeningen bij de zogenaamde belastingpachters en wisselaars van Marinus van Reymerswael', Gentse bijdragen tot de kunstgeschiedenis, vol. 12, 1949-1950, p. 43-58.
- J. Bedaux, The reality of symbols: studies in the iconology of Netherlandish art, 1400-1800, Maarssen, 1990.
- J. Frère, Early Flemish Painting, Parijs, 1997.
- J. Hall, Hall’s iconografisch handboek. Onderwerpen, symbolen en motieven in de beeldende kunst, Leiden, 1992.
- J. Koerner, The reformation of the image, London, 2004.
- J. van Laarhoven, De beeldtaal van de christelijke kunst: geschiedenis van de iconografie, Nijmegen, 2003.
- K. Moxey, 'The criticism of avarice in sixteenth-century Netherlandish painting', Netherlandish mannerism: Stockholm, 1984, p. 21-34.
- K. Steinbart, 'Marinus (Claeszon) van Roymerswaele', in: Thieme-Becker, vol. 14, p. 109-111.
- L. Campbell, ed., 'Quinten Massys, Desiderius Erasmus, Pieter Gillis and Thomas More', The Burlington Magazine, 1978, p. 716-724.
- L. Campbell, 'The art market in the Southern Netherlands in the fifteenth century, Burlington Magazine, 1976, p. 188-198.
- L. Campbell, The early flemish pictures in the collection of her majesty the queen, Cambridge, 1985, p. 114-118.
- L. Guicciardini, Descrittione de tutti i Peasi Bassi, 1567, p. 212.
- L. Lavin, 'Divine inspiration in Caravaggio's two St. Matthews', Art Bulletin, vol 56, 1974, p. 59-81.
- L. van Puyvelde, 'Considérations sur les maniéristes Flamands', Revue belge d'archéologie et d'histoire de l'art, vol. 29, p. 63-101
- L. van Puyvelde, 'Un portrait de marchand par Quentin Metsys et les perceptuers d'impôts par Marin van Reymerswaele', Revue Belgue d'archéologie et d'histoire de l'art, vol. 26, p. 3-23.
- M. Davies, 'Two tax gatherers', The early netherlandish school, National Gallery Catalogues, Londen, 1987, p. 82-85.
- M. Friedländer, Der hl. Hieronymus von Marinus van Reymerswale, Pantheon, vol. 12, 1934, p. 32-36.
- M. Friedländer, Early Netherlandish Painting, dl 12, Brussel, 1924, p. 69-76.
- M. Friedländer, Early Netherlandish Painting, dl 12, Leiden, 1975, p. 40-43, 106-108.
- M. Redondo, 'The moneychanger and his wife, from scholastics to accounting', 2000.
- P. Ackroyd, R. Billinge, L. Campbell, J. Kirby, 'The 'Two Tax-Gatherers' by Marinus van Reymerswale: Original and replica', National Gallery Technical Bulletin, vol 24, 2003, p. 50-63.
- P. Philippot, La peinture dans les anciens Pays-Bas. XV-XVIe siècles, Parijs, 1994, p. 298.
- R. Falkenburg, 'Kunst voor de markt 1500-1700’, Nederlands kunsthistorisch jaarboek, vol. 50, 2000.
- R. Fruin, Het recht der stad Reimerswaal, Den Haag, 1905, p. 170-179.
- R. Marggraff, Catalogue de l'ancienne Pinacothèque Royale de Munich, 1869, p. 10.
- W. Cohen, 'Marinus van Roymerswalen', in: C. Tulpinck (ed.), Les Arts Anciens Flandre, dl. 2, Brugge, 1906, p. 153-164.
- W. Gibson, ‘Artists and rederijkers in the age of Bruegel’, Art Bulletin, LXIII/3, sept 1981, p. 426-446.
- Restauratie Heilige Hiëronymus van Betlehem, KMSKA.